# Кубок Ірландії з футболу 2019
Кубок Ірландії з футболу 2019 — 99-й розіграш кубкового футбольного турніру в Ірландії. Титул здобув Шемрок Роверс.

## Календар
| Раунд            | Дата                       | Матчі | Клуби   |
| ---------------- | -------------------------- | ----- | ------- |
| Попередній раунд | 19 квітня - 26 травня 2019 | 8     | 40 → 32 |
| 1/16 фіналу      | 9-13 серпня 2019           | 16    | 32 → 16 |
| 1/8 фіналу       | 23-25 серпня 2019          | 8     | 16 → 8  |
| 1/4 фіналу       | 6-16 вересня 2019          | 4     | 8 → 4   |
| 1/2 фіналу       | 27-29 вересня 2019         | 2     | 4 → 2   |
| Фінал            | 3 листопада 2019           | 1     | 2 → 1   |

## 1/16 фіналу
| Команда 1                  | Рахунок      | Команда 2                |
| -------------------------- | ------------ | ------------------------ |
| 9 серпня 2019              |              |                          |
| Богеміан                   | 3:2          | Шелбурн (2)              |
| Шемрок Роверс              | 1:0          | Фінн Гарпс               |
| Сент-Патрікс Атлетік       | 2:1          | Брей Вондерерз (2)       |
| Ков Вондерерс (3)          | 0:1          | Лімерик (2)              |
| Кабінтілі (2)              | 2:2 пен. 4:5 | Корк Сіті                |
| Гліб Норт (4)              | 0:8          | Слайго Роверз            |
| Деррі Сіті                 | 1:0          | Вексфорд Ютс (2)         |
| Дрогеда Юнайтед (2)        | 2:1          | Ейвондейл Юнайтед (3)    |
| 10 серпня 2019             |              |                          |
| Крамлін Юнайтед (3)        | 3:1          | Малахайд Юнайтед (3)     |
| Ков Рамблерс (2)           | 0:1          | Дандолк                  |
| Сент-Майклс (7)            | 0:0 пен. 7:8 | Глендад Юнайтед (7)      |
| 11 серпня 2019             |              |                          |
| ЮКД (2)                    | 5:2          | Леттеркенні Роверс (3)   |
| Мейнут Юніверсіті Таун (4) | 0:2          | Вотерфорд                |
| Лукан Юнайтед (6)          | 2:1          | Кіллестер Доннікарні (5) |
| Коллінзтаун (5)            | 1:2          | Голвей Юнайтед (2)       |
| 13 серпня 2019             |              |                          |
| Лонгфорд Таун (2)          | 3:1          | Атлон Таун (2)           |

## 1/8 фіналу
| Команда 1           | Рахунок      | Команда 2            |
| ------------------- | ------------ | -------------------- |
| 23 серпня 2019      |              |                      |
| Богеміан            | 1:1 пен. 5:4 | Лонгфорд Таун (2)    |
| Шемрок Роверс       | 4:0          | Дрогеда Юнайтед (2)  |
| Голвей Юнайтед (2)  | 1:0          | Корк Сіті            |
| Деррі Сіті          | 2:3 дч       | Дандолк              |
| ЮКД (2)             | 3:1          | Сент-Патрікс Атлетік |
| 24 серпня 2019      |              |                      |
| Глендад Юнайтед (7) | 0:2          | Вотерфорд            |
| Слайго Роверз       | 6:2          | Лімерик (2)          |
| 25 серпня 2019      |              |                      |
| Крамлін Юнайтед (3) | 3:1          | Лукан Юнайтед (6)    |

## 1/4 фіналу
| Команда 1           | Рахунок | Команда 2     |
| ------------------- | ------- | ------------- |
| 6 вересня 2019      |         |               |
| Голвей Юнайтед (2)  | 1:2     | Шемрок Роверс |
| 7 вересня 2019      |         |               |
| Слайго Роверз       | 4:0     | ЮКД (2)       |
| 9 вересня 2019      |         |               |
| Вотерфорд           | 1:3     | Дандолк       |
| 16 вересня 2019     |         |               |
| Крамлін Юнайтед (3) | 0:2     | Богеміан      |

## 1/2 фіналу
| Команда 1       | Рахунок | Команда 2     |
| --------------- | ------- | ------------- |
| 27 вересня 2019 |         |               |
| Богеміан        | 0:2     | Шемрок Роверс |
| 29 вересня 2019 |         |               |
| Слайго Роверз   | 0:1     | Дандолк       |

## Фінал
| 3 листопада 2019 17:40 (EEST) |

| Дандолк     | 1:1 пен. 2:4 | Шемрок Роверс |
| ----------- | ------------ | ------------- |
| Даффі 90+3' | Протокол     | Макенефф 90'  |

| Авіва, Дублін Глядачів: 33 111 Арбітр: Дерек Томні |